# حصار ديو (1538)
حصار ديو حدث عندما حاولت أسطول بحري عثماني السيطرة على مدينة ديو الهندية عام 1538 م، فاشتبكوا مع البرتغالين وانتهت بنصر للبرتغاليين.

## الخلفية
قام سليمان باشا الخادم حاكم مصر العثمانية بعدة حملات في المحيط الهندي ضد البرتغاليين للقضاء على وجودهم بالمنطقة وإقامة علاقات تجارة مع الهند. في 1509 م نشبت معركة ديو الكبرى بين البرتغاليين وانضم أسطول من سلطان الكجرات والمماليك البرجية والسامريون] منكاليكوت بدعم عثماني، حاول العثمانيون منذ 1517 تجميع القوى مع الكجرات لقتال البرتغاليين وطردهم بعيدا عن المحيط الهندي وعن منطقة الهند، القوات العثمانية-الهندية كانت تحت قيادة *خوجا سافر* الذي نصبه سليمان ريس في ديو.
ديو وسورت كانتا أكبر مصدر للتوابل نحو مصر العثمانية آنذاك وتواجد البرتغاليين أدى إلى تعطيل حركة التجارة بفرض رقابتهم على البحر الأحمر، إذ انه في عام 1530 م لم يتمكن البنادقة من الحصول على توابل من مصر.
قاتل العثمانيون وحاكم اليمن مصطفى البرتغاليين في عدن (1530-31) وأرسلوا السفن إلى ديو في الكجرات من اجل احباط الحصار البرتغالي تحت قيادة نونو دا كونتا وارغموه على التراجع في فبراير 1531 م. ولكن بعد وقت قصير قام سلطان الكجرات بهادور شاه الذي كان تحد تهديد سلطان مغول الهند نصير الدين محمد همايون بعقد اتفاق مع البرتغاليين، الذي انتهزوا الفرصة لبناء حصن قوي أمام ديو.
قام البرتغاليون بمصادرة موقع )بندر - I تورك( وبنو قلعة ديو وبمجرد زوال تهديد همايون، حاول بهادور التفاوض على انسحاب البرتغاليين، لكن في 13 فبراير 1537 قام البرتغالون باغتياله خلال المفاوضات على متن السفينة البرتغالية في ظروف غير واضحة وقام كلا الجانبين بإلقاء اللوم على الآخر لهذه المأساة. وكان بهادور شاه قد قام بمناشدة للعثمانيين لطرد البرتغاليين، والتي أدت إلى حملة 1538.

## حصار ديو
حصل سليمان باشا على مرسوم من استانبول لمهاجمة الحامية البرتغالية بديو، تم تحضير الهجوم باسطول يضم 80 سفينة منهم 17قَادِس و2 سفن غليون شراعية، بالتزامن مع بناء قناة بين النيل والسويس (1531-32) كان هناك تأخير نتيجة لحصار كورون في البحر الأبيض المتوسط، والحرب العثمانية الصفوية (1532–1555) وفي هذه الأثناء واصل البرتغاليون تقدمهم، واستشهد بهادور شاه في فبراير 1537خلال لقاء دبلوماسي على متن سفينة برتغالية (والكجراتيين اتهموا البرتغاليين بدفعه في البحر).
في المقابل تم ضم عدن إلى الدولة العثمانية بقيادة سليمان باشا عام 1538 لتكون قاعدة لضرب القوة البرتغالية المتصاعدة في السواحل الغربية للهند، الشيخ أمير بن داوود سلطان عدن، حليف البرتغاليين، أعدم عندما دعي على السفن العثمانية، وفتحت المدينة دون حصار.
غادرت الأسطول العثماني المكون من 72 سفينة عدن في 19 من أغسطس 1538 ووصل إلى ديو في 4 سبتمبر 1538 وكانت أكبر قوة عثمانية أرسلت إلي المحيط الهندي، وتم نصب 130 مدفعا لحصار المدينة وسرعان ما وصلت أخبار تحرك أسطول برتغالي ضخم للنجدة أدى بعد مدة إلى فك الحصار خاصة مع نقص العون من طرف حاكم الكجرات الجديد الذي يبدو أنه كان يشعر بالضيق والقلق من السيطرة العثمانية .

## مابعد الحصار
بعد فشل الحصار، عاد العثمانيون إلى عدن ب 100 قطعة مدفعية ما زال احدها إلى يومنا ببرج لندن حيث استولت عليه القوات البريطانية عند دخولها عدن 1839 م، أنشأ سليمان باشا ولاية عثمانية علي مدينتي الشحر وزبيد وإعاد تنظيم أراضي اليمن وعدن كإيالة عثمانية.
كانت لدى سليمان باشا رغبة في القيام بحملة ثانية على ديو لكن هذا لم يحدث، وفي عام 1540 م ارسل البرتغاليون حملة انتقامية إلى البحر الأحمر قامت بنهب مدينة السواكن بالسودان وحاولوا السيطرة على السويس بأسطول من 72 سفينة في 1541. وفي 1546 أنشأت الدولة العثمانية قاعدة بحرية جديدة في البصرة، مما يهدد البرتغاليين في هرمز ،عاني العثمانيين من هزيمة بحرية قوية ضد البرتغاليين في الخليج العربي في 1554.وعلاوة على ذلك الصراع بين العثمانيين والبرتغاليين قاد لحملة عثمانية لآتشيه في عام 1565.
لم يتمكن الهنود من استعادة السيطرة علي ديو إلا بعد حرب غوا في عام 1961.